# Vigie (voilier)

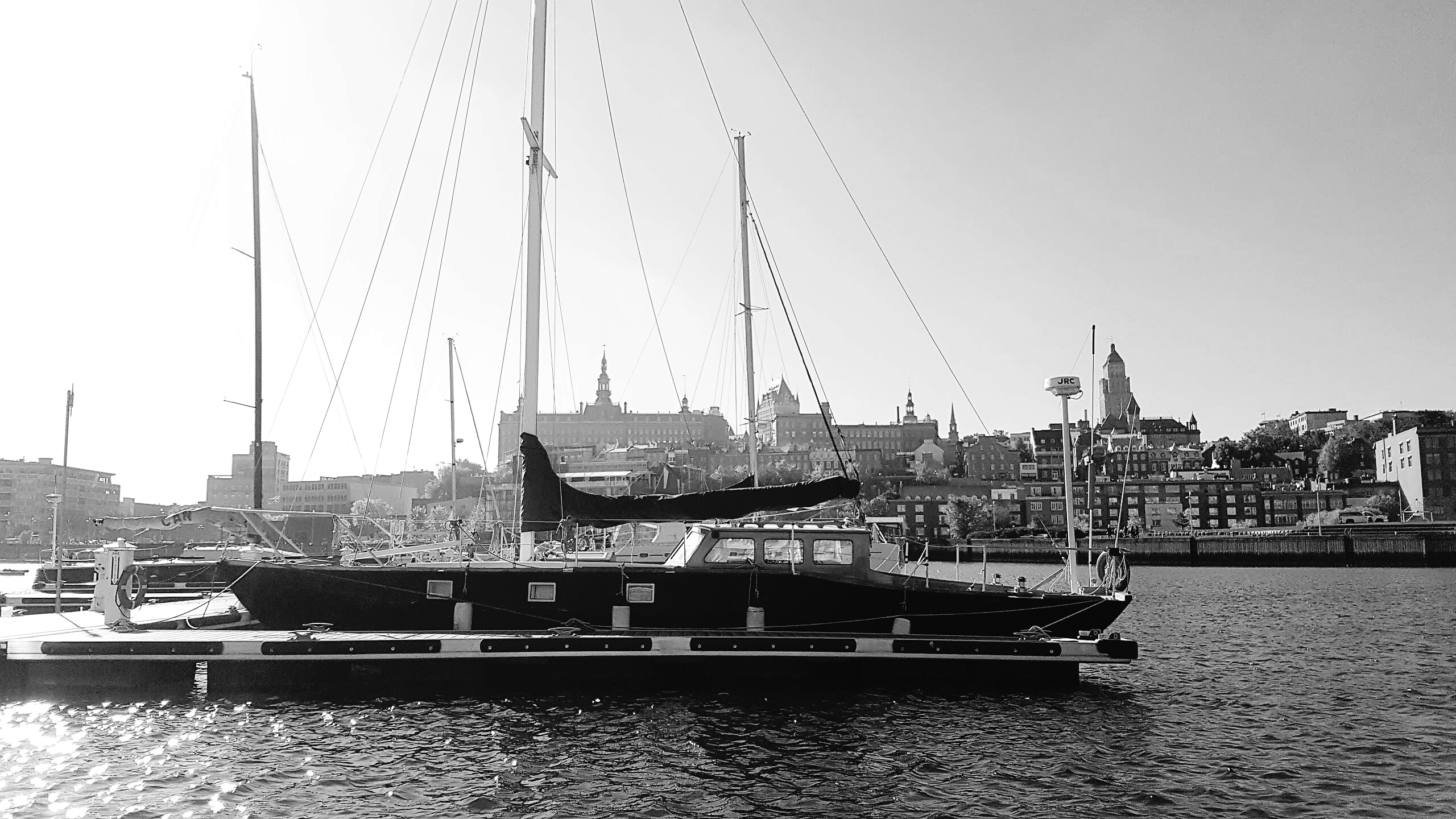
Vigie (II) à la Marina du Vieux-Port de Québec, Bassin Louise intérieur - Été 2016

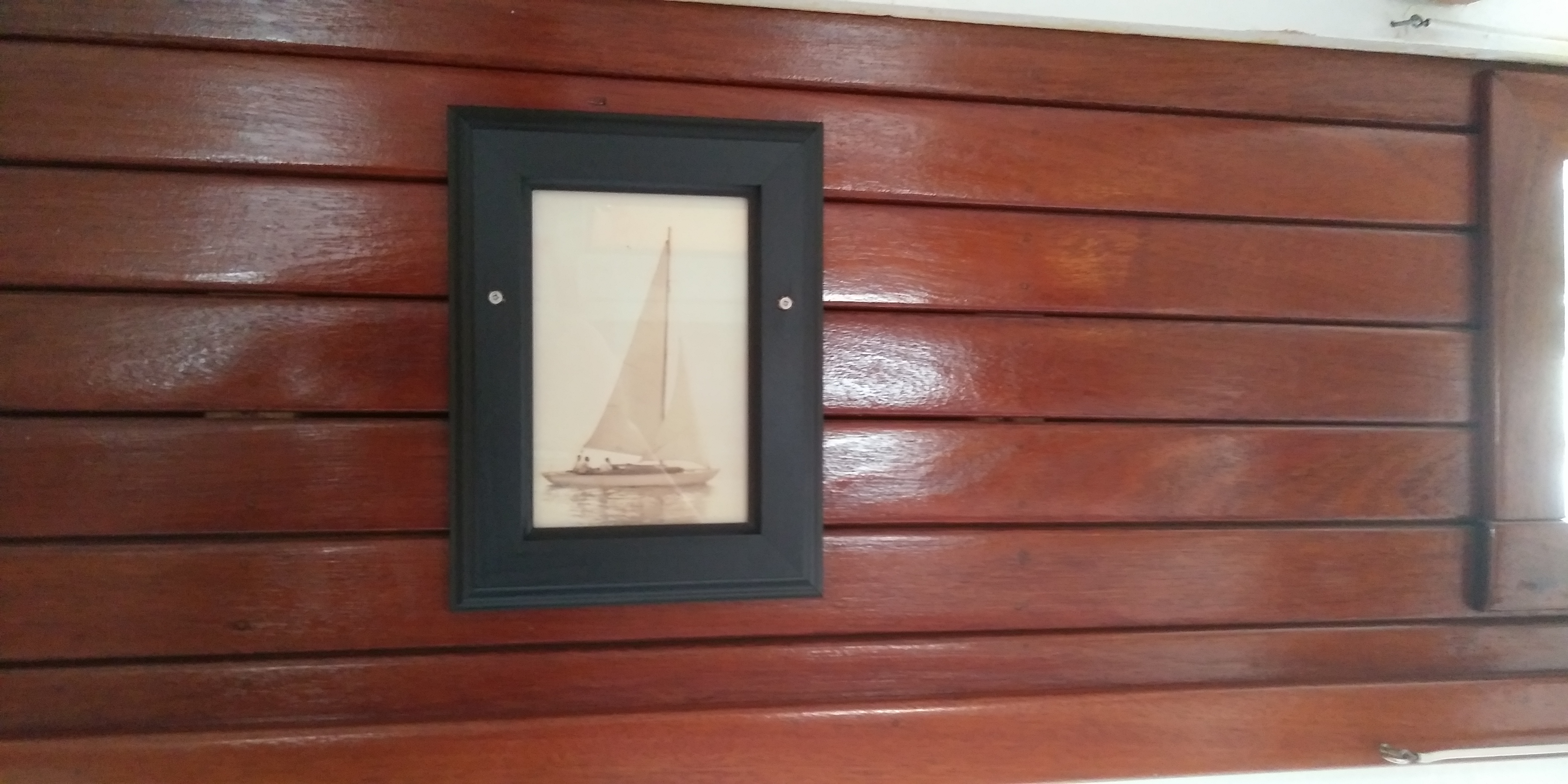
Vigie (II) - Photo de la Vigie (I)

Pour les articles homonymes, voir Vigie.
Vigie (I) et Vigie (II) sont des voiliers classique en bois, destinés à la course, dessinés et construits dans les années 1950 par l'ingénieur-chimiste Lucien Gauvin. M. Gauvin fut Capitaine, Vice-Commodore et Commodore du Yacht-Club de Québec.

## Histoire
La Vigie (II) est un sloop avec bôme de foc d'une longueur de 40 pieds et d'une largeur de 9 pieds 6 pouces, construit en pin rouge et recouvert de fibre de verre. Lucien Gauvin avait également construit un autre voilier de course en bois nommé Vigie (I) qui remporta plusieurs compétitions, organisées par le Yacht-Club de Québec, dans les années 1950 sur le Fleuve Saint-Laurent en aval de Québec. La Vigie (I) était un sloop en bois d'une longueur de 30 pieds. La Vigie (II) fut construite sur les terrains du Yacht-Club de Québec de 1957 à 1959. Lucien Gauvin était alors Commodore du Yacht-Club de Québec (1957-1959).
La Vigie (II) est un voilier à quille longue construite sur une base de fonte, muni d'un cockpit pouvant loger 8 personnes et caractérisé par un pont plat de type raised deck. La Vigie (II) se pilote avec une barre franche et est constituée d'un rouf de style pilothouse, d'une claire-voie en son centre et d'une écoutille avant. La Vigie (II) eut comme port d'attache le Yacht-Club de Québec de 1960 à 2015, puis la Marina du Port de Québec de 2016 à 2017 et est, depuis 2018, de retour au Yacht-Club de Québec. La Vigie (II) est l'un des rares voiliers de bois construit à Québec toujours en activité sur le Fleuve Saint-Laurent.
Voici un extrait du livre Un siècle de yachting sur le Saint-Laurent 1861-1964 qui relate quelques victoires de Lucien Gauvin en 1955 et qui précise qu'il est le constructeur de la Vigie (I)  :  
«Les trouées que l'ouragan avait faites dans la flotte du Club tirèrent à conséquence. Au cours de l'été de 1955, Le Club n'eut que 65 yachts au lieu de 78 inscrits l'année précédente. Parmi ceux qui avaient subi le plus de dommage, plusieurs ne furent en état de naviguer que tard dans la saison. Le moral avait certainement été ébranlé. On ne retrouvait plus l'entrain qui s'était manifesté depuis douze ans. On parvint toutefois à rassembler assez de concurrents pour faire une course à la bouée de Beaumont pour les bateaux de plus de 20 pieds (longueur corrigée); la coupe « Gale » A en fut l'enjeu. M. Lucien Gauvin, le nouveau vice-commodore, la remporta pour la troisième année consécutive avec le sloop Vigie, dont il avait été le constructeur. Il détenait aussi la coupe « Challenge », qui excita la convoitise de ses rivaux au point qu'il dut la défendre trois fois cette année là, mais il la conserva par trois victoires.»
Dans le cadre du 60e anniversaire de la Vigie (II), la revue maritime L'Escale nautique publia à l'automne 2020 un article étoffé retraçant l'histoire du voilier et de son constructeur et designer Lucien Gauvin. L'auteur Michel Sacco résume bien dans cet extrait l'essence du voilier : 
«Le voilier qui glisse à l'eau au début de la saison 1960 affiche des lignes à la fois élégantes et harmonieuses. Lucien Gauvin a tracé d'un joli coup de crayon un course croisière à l'allure résolument moderne.»

## Poste d'officier de Lucien Gauvin au Yacht-Club de Québec[5]
| Poste          | Année       |
| -------------- | ----------- |
| Capitaine      | 1954        |
| Vice-Commodore | 1955 - 1956 |
| Commodore      | 1957 - 1959 |

## Courses gagnées par laVigie(I)[6]
1953
| Date        | Trophée                   | Parcours                |
| ----------- | ------------------------- | ----------------------- |
| 19 juillet  | Coupe «Crescent»          | Sillery/Brown (2 tours) |
| 26 juillet  | Coupe «Gale» A            | Beaumont                |
| 2 août      | Trophée «Fortier»         | Rectangulaire           |
| 9 août      | Trophée «Château Bel-Air» | Sainte-Pétronille       |
| 6 septembre | Coupe «Challenge»         | Maranda/Beauport        |

1954
| Date       | Trophée           | Parcours                |
| ---------- | ----------------- | ----------------------- |
| 10 juillet | Coupe «Crescent»  | Sillery/Brown (2 tours) |
| 17 juillet | Coupe «Challenge» | Maranda/Beauport        |
| 25 juillet | Coupe «Gale» A    | Beaumont                |
| 14 août    | Trophée «Fortier» | Rectangulaire           |

1955
| Date        | Trophée           | Parcours         |
| ----------- | ----------------- | ---------------- |
| 17 juillet  | Coupe «Challenge» | Maranda/Beauport |
| 6 août      | Coupe «Gale» A    | Beaumont         |
| 14 août     | Coupe «Challenge» | Maranda/Beauport |
| 4 septembre | Coupe «Challenge» | Maranda/Beauport |

## Course gagnée par laVigie(II)
1966
| Date        | Trophée        | Parcours         |
| ----------- | -------------- | ---------------- |
| 9 septembre | Coupe «Gale» A | Maranda/Beauport |

## Liste des propriétaires de laVigie(II)
| Date        | Nom                                            |
| ----------- | ---------------------------------------------- |
| 1960 - 1990 | Lucien Gauvin                                  |
| 1990 - 2016 | Ginette Gauvin, Denis Beauchemin               |
| 2016 -      | André Boucher, Francis Boucher, Pascal Boucher |

## Galerie

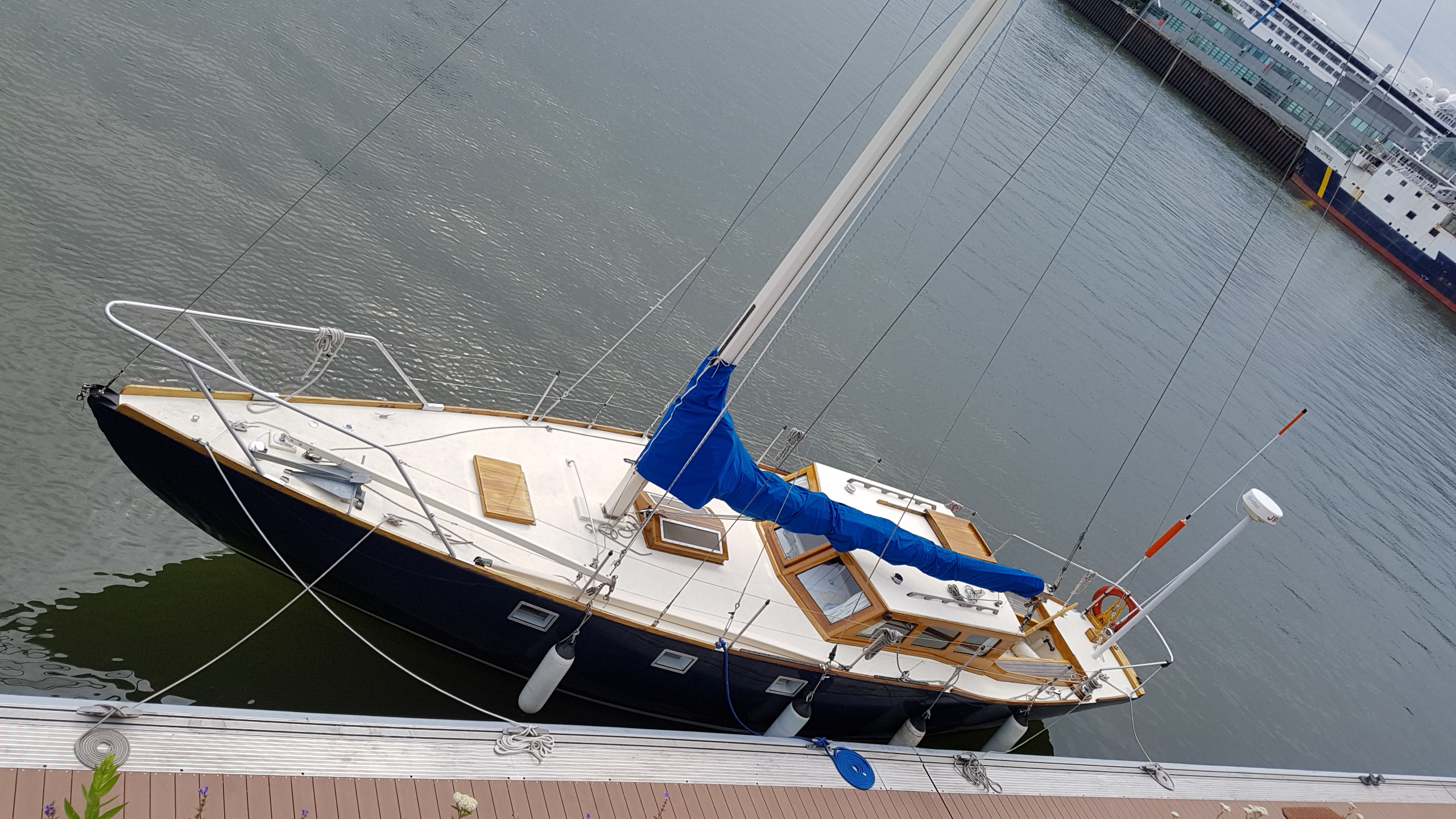
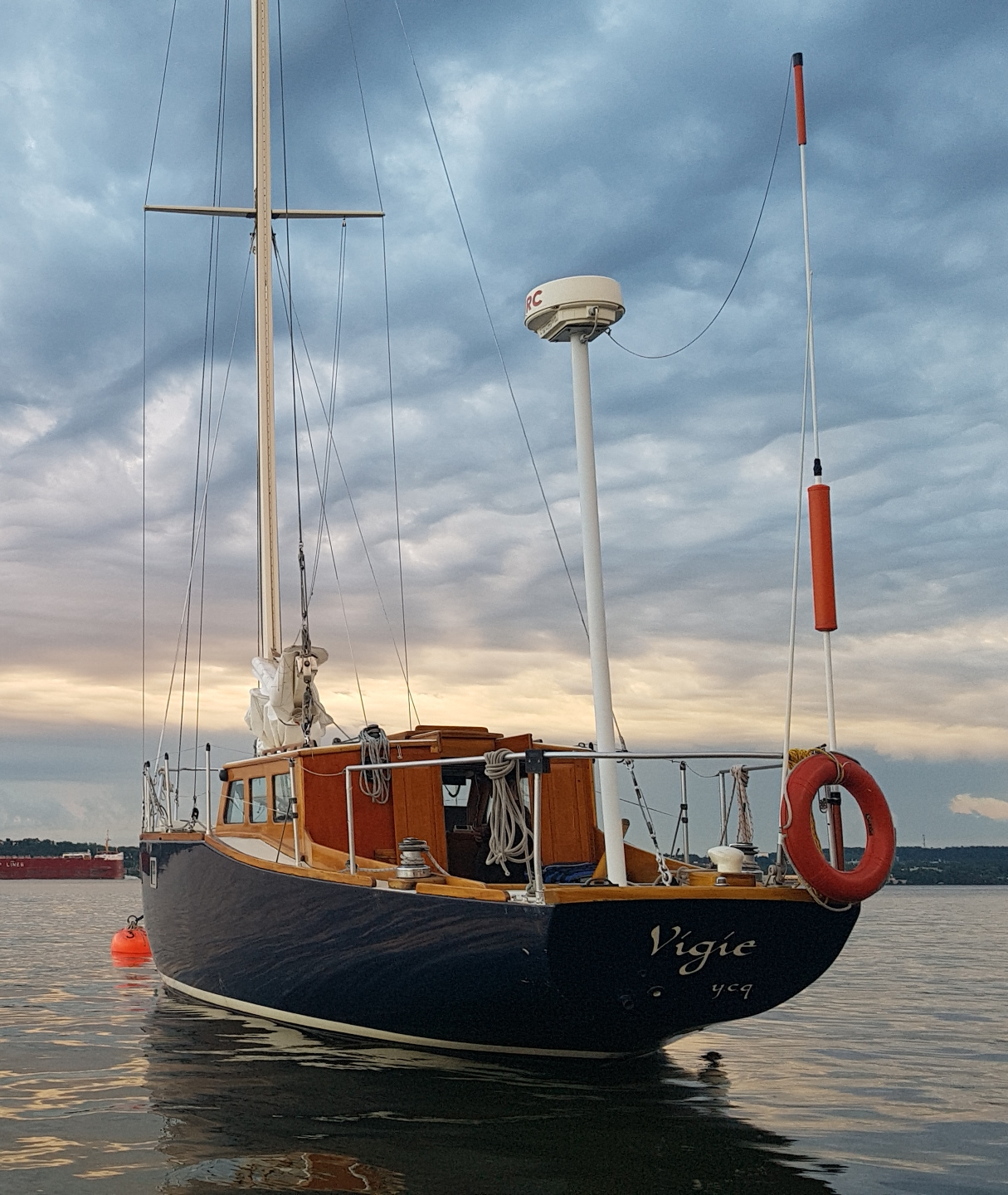
Vigie (II) - Vue de la poupe avec nom du bateau sur le tableau arrière. Mouillage Yacht-Club de Québec
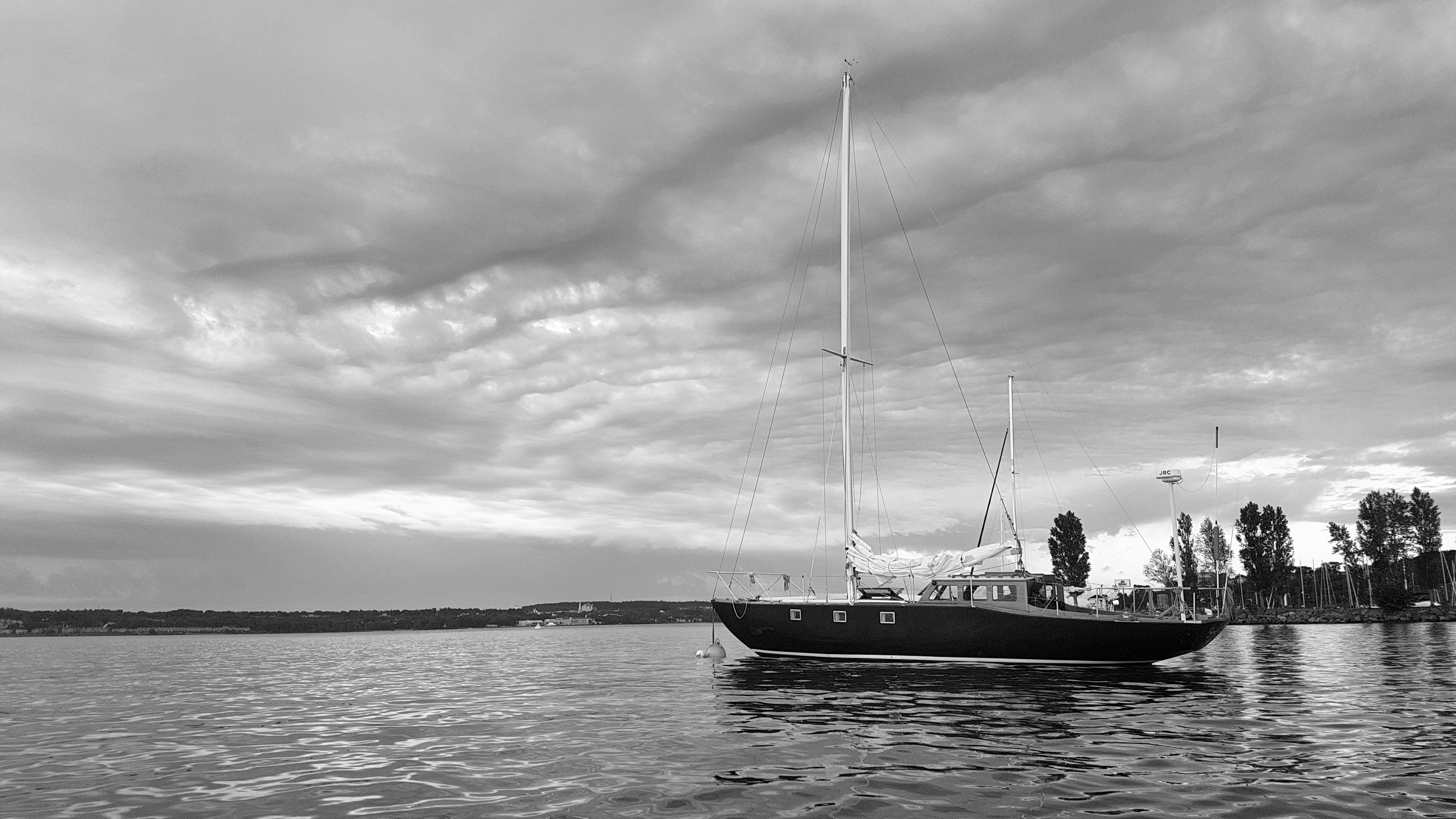
Vigie (II) - Mouillage Yacht-Club de Québec
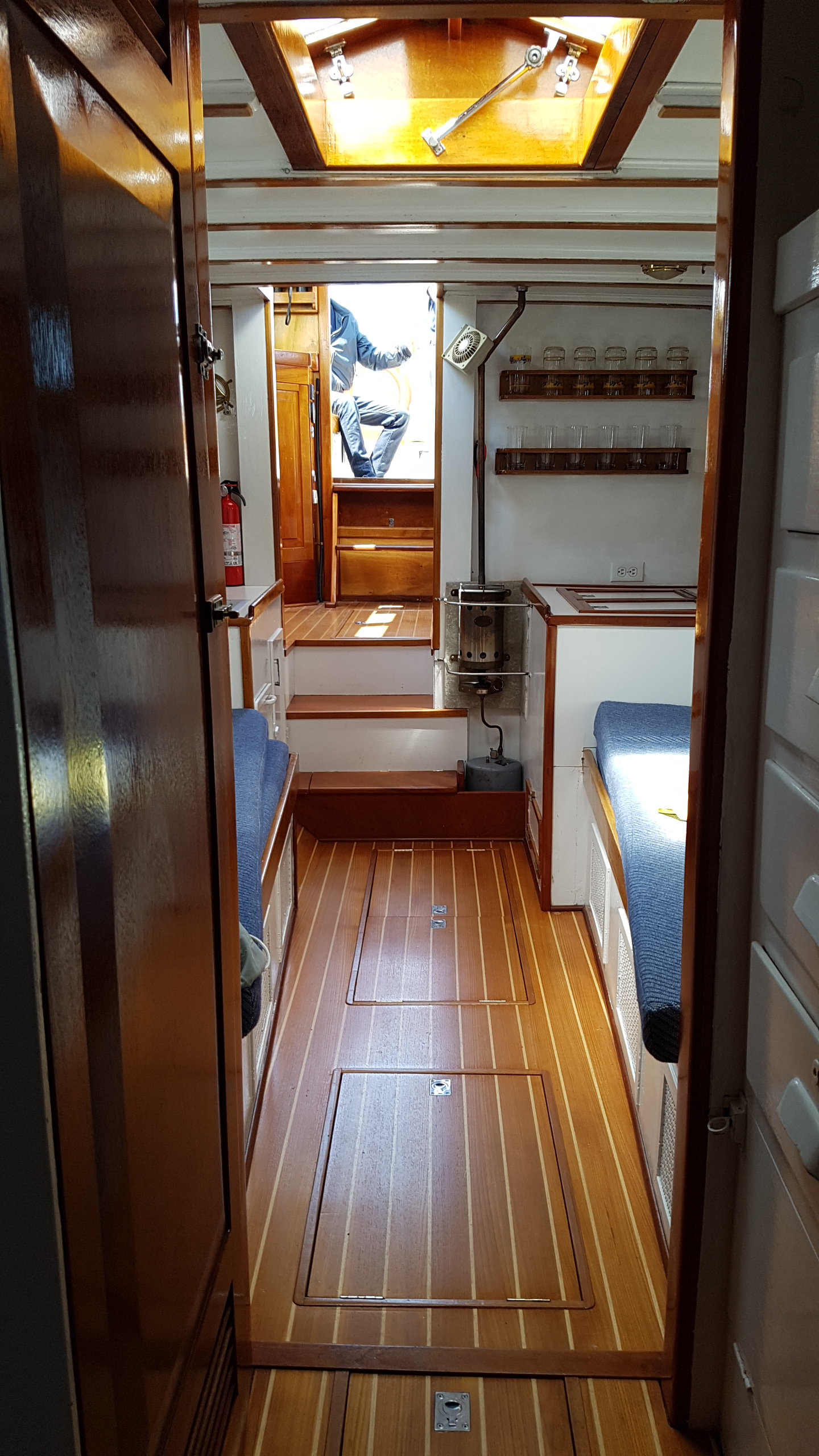
Vigie (II) - Vue vers la poupe
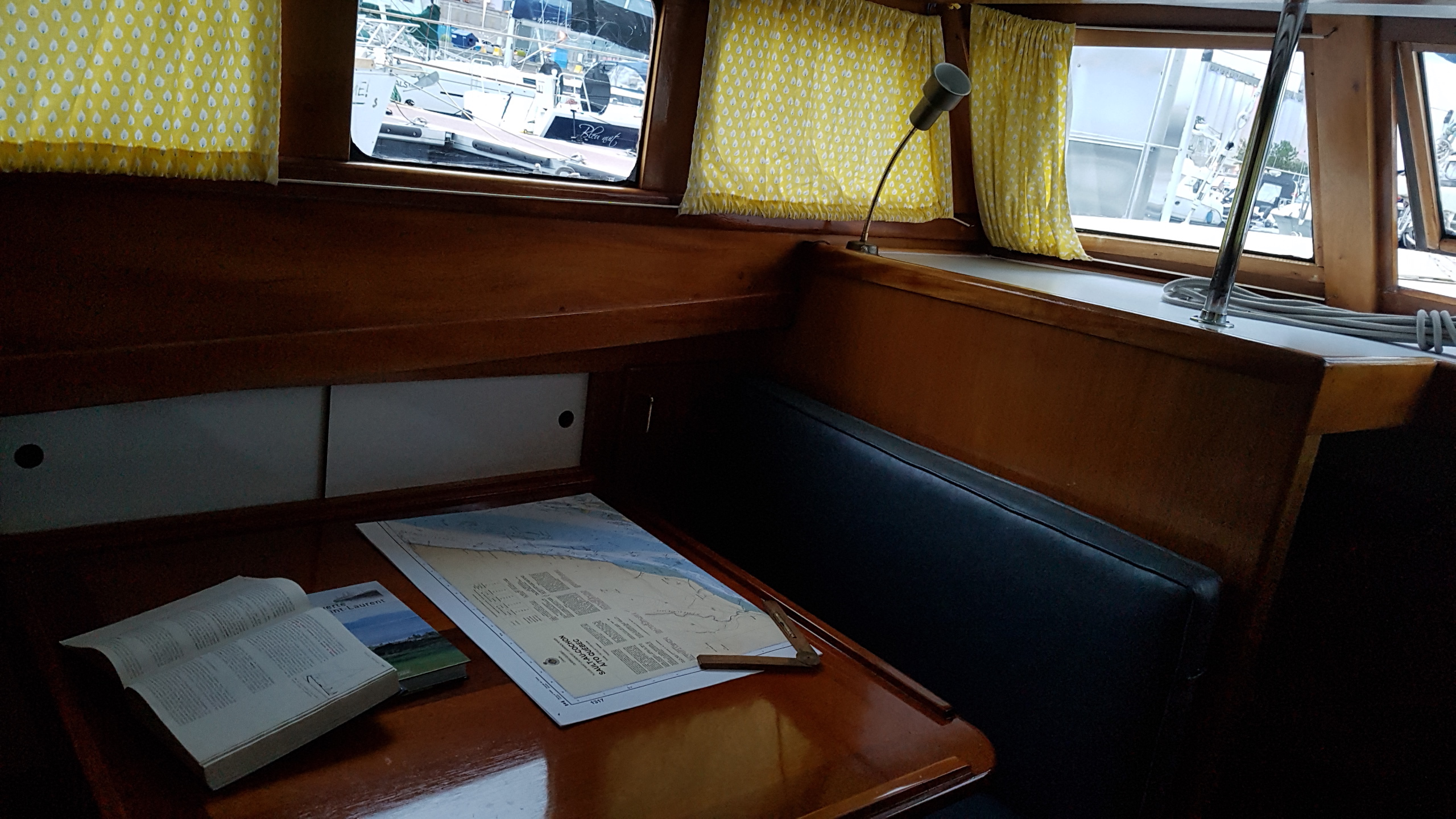
Vigie (II) - Vue vers la proue, bâbord, rouf, table et banquettes
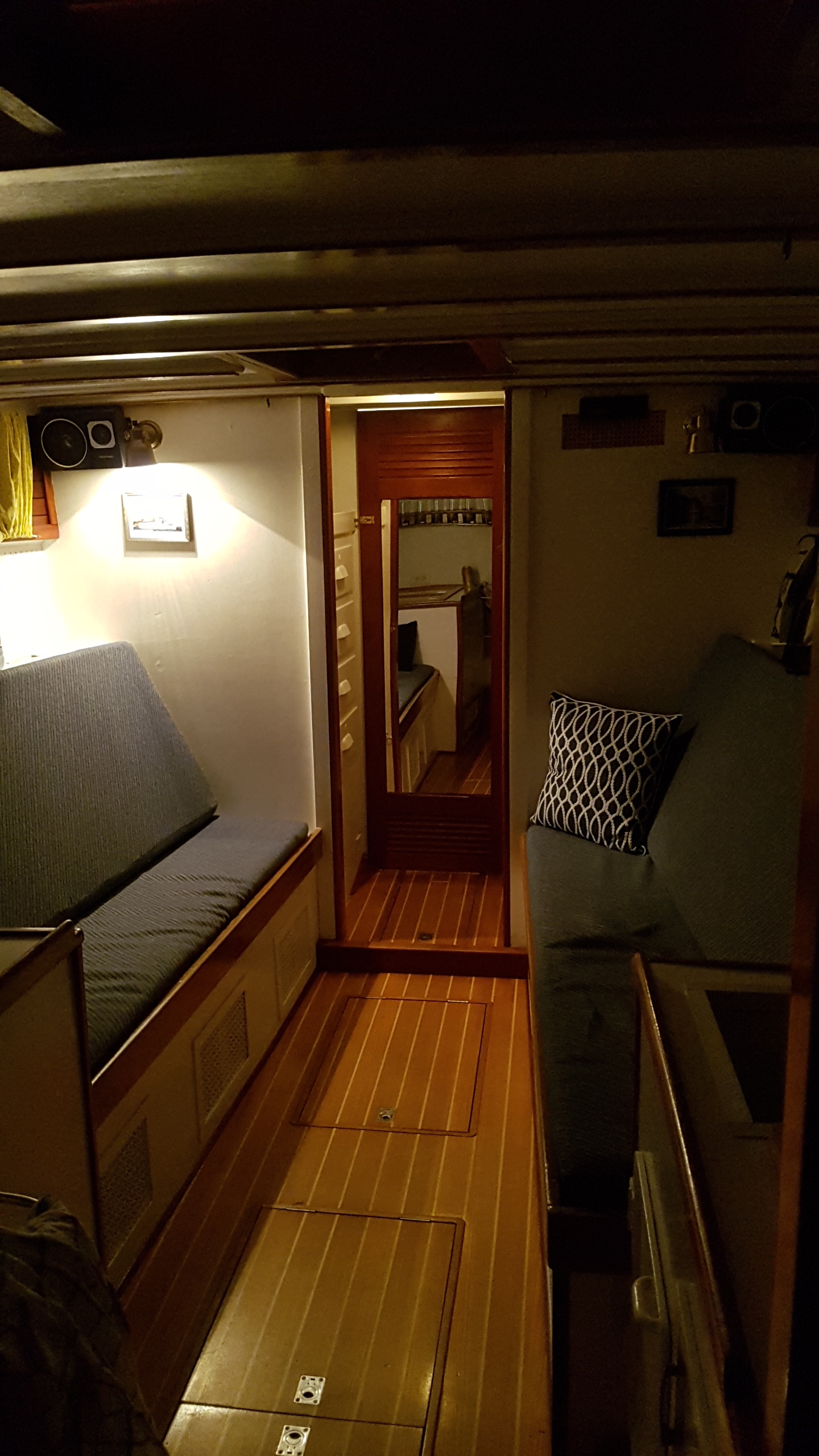
Vigie (II) - Vue vers la proue, cuisine, salon et couchettes
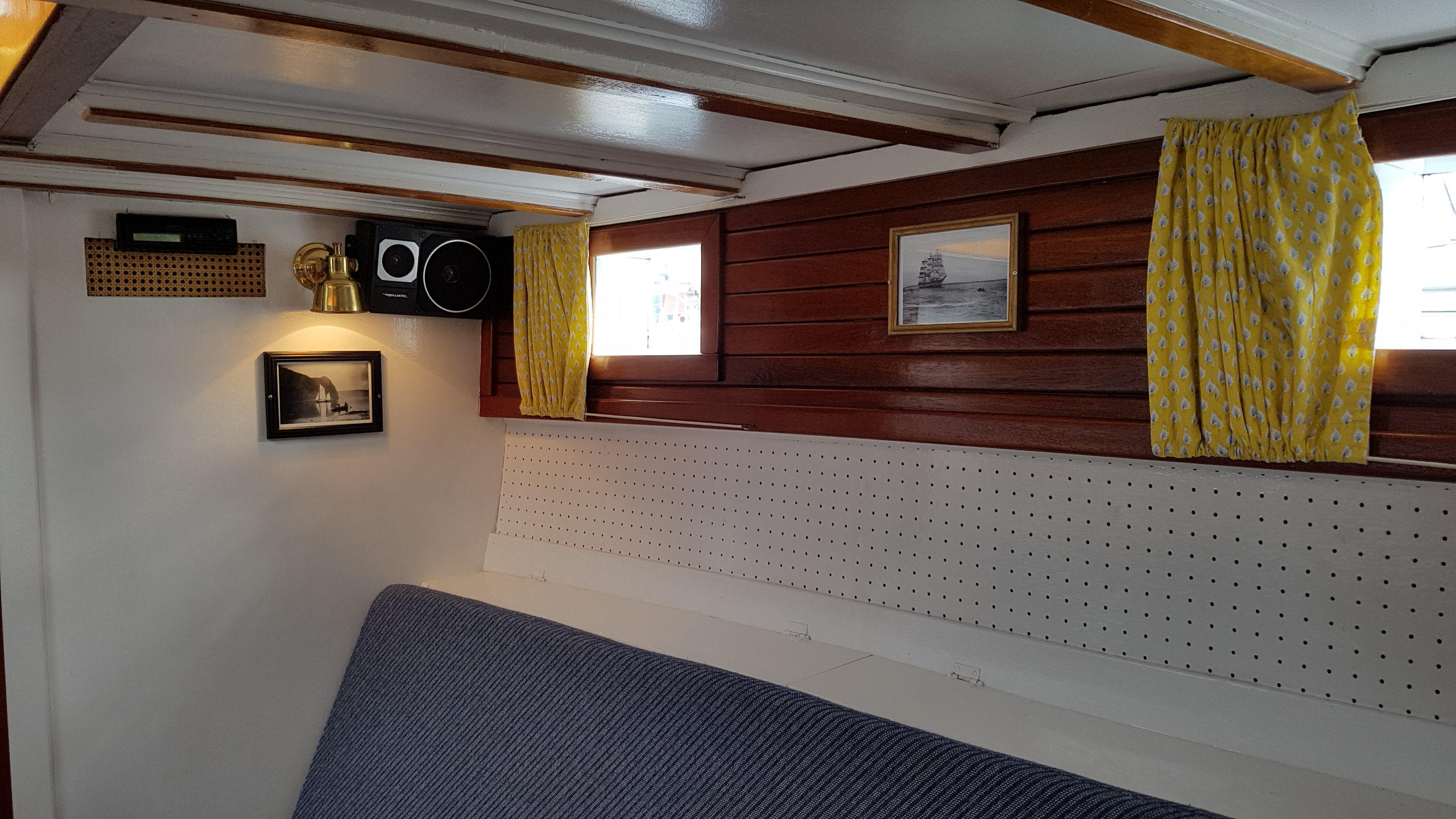
Vigie (II) - Vue vers la proue, tribord, salon et couchettes
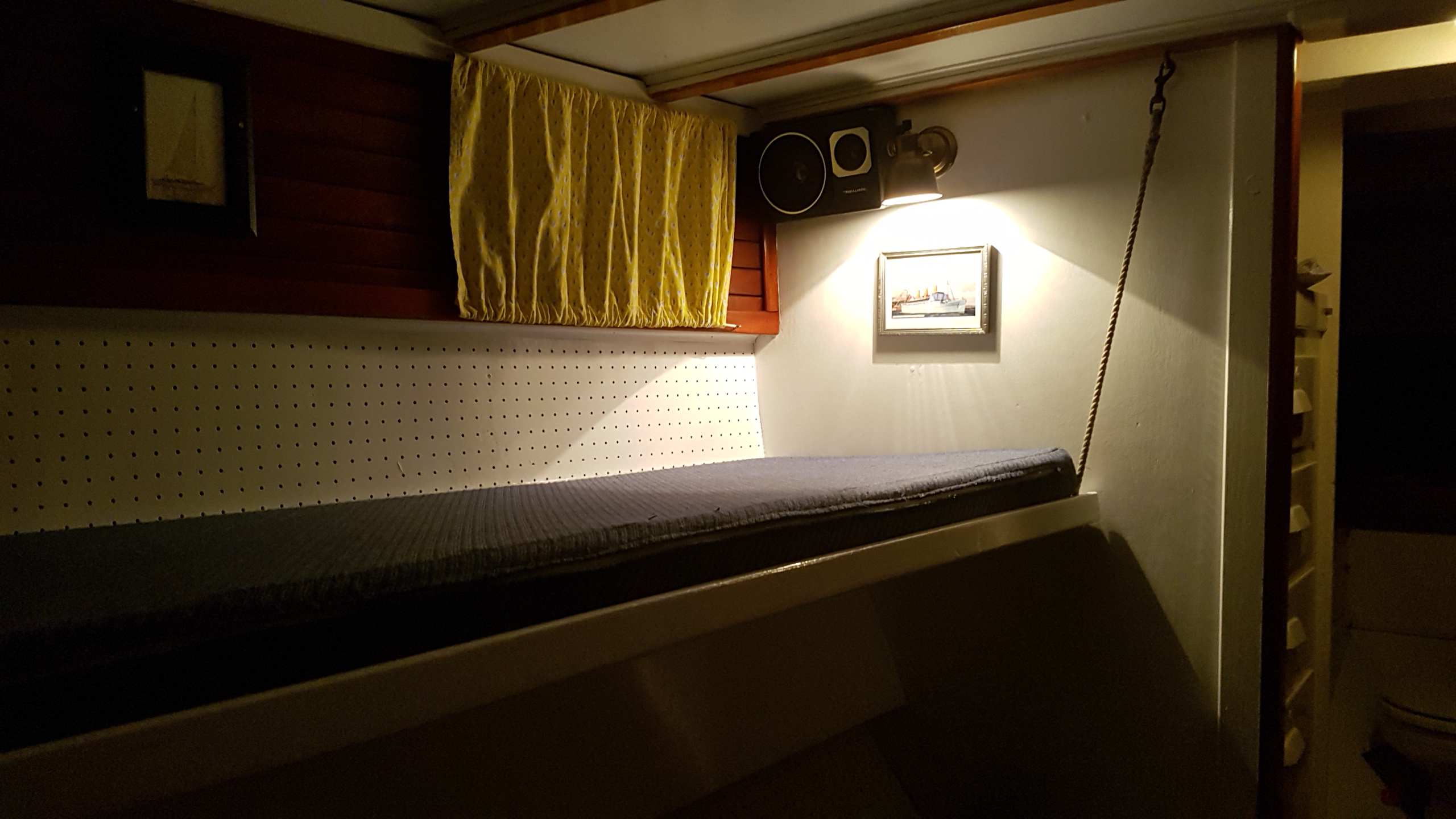
Vigie (II) - Vue vers la proue, bâbord, salon et couchettes
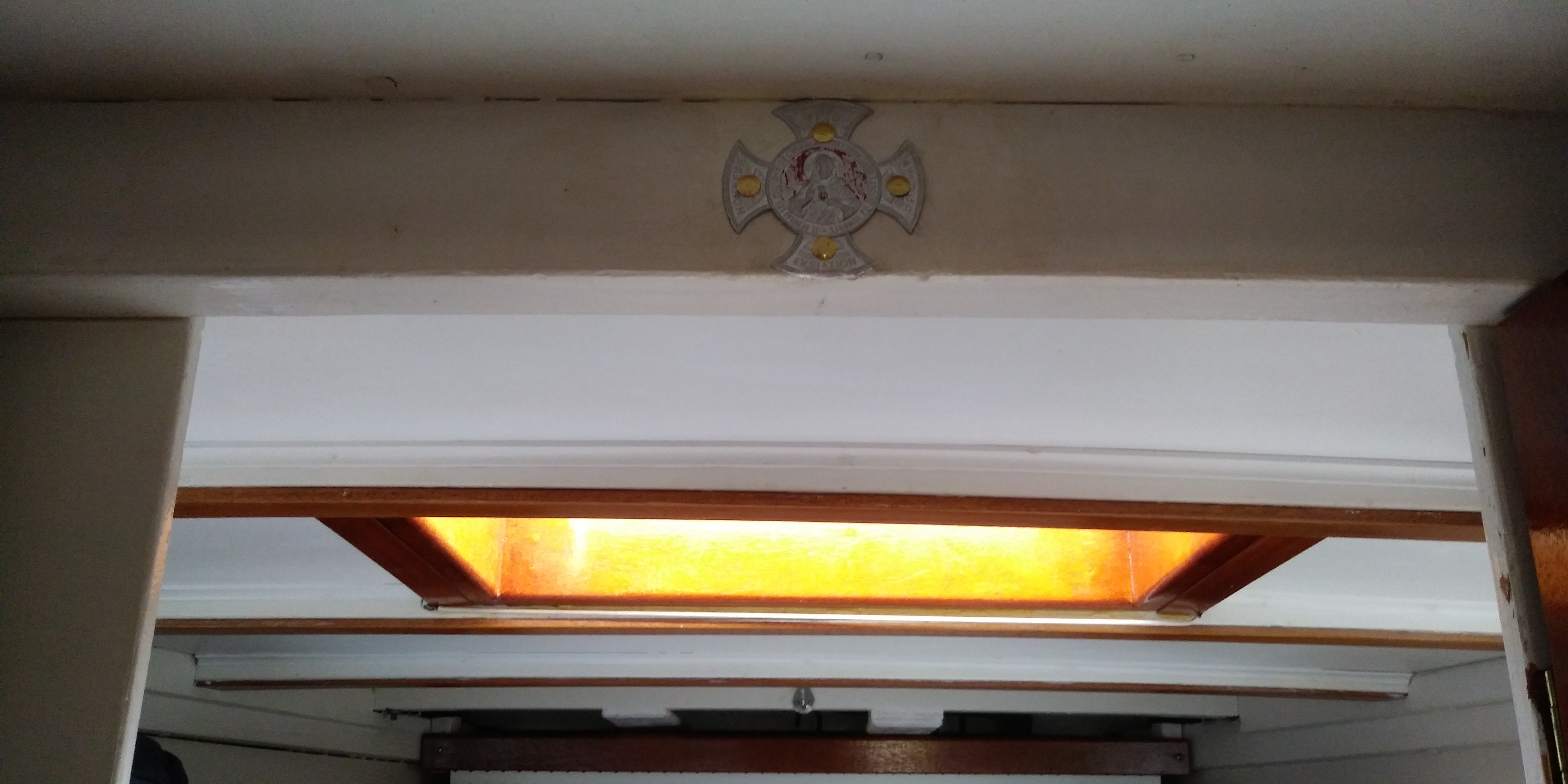
Vigie (II) - Médaille du Sacré-Cœur. Vue vers la proue
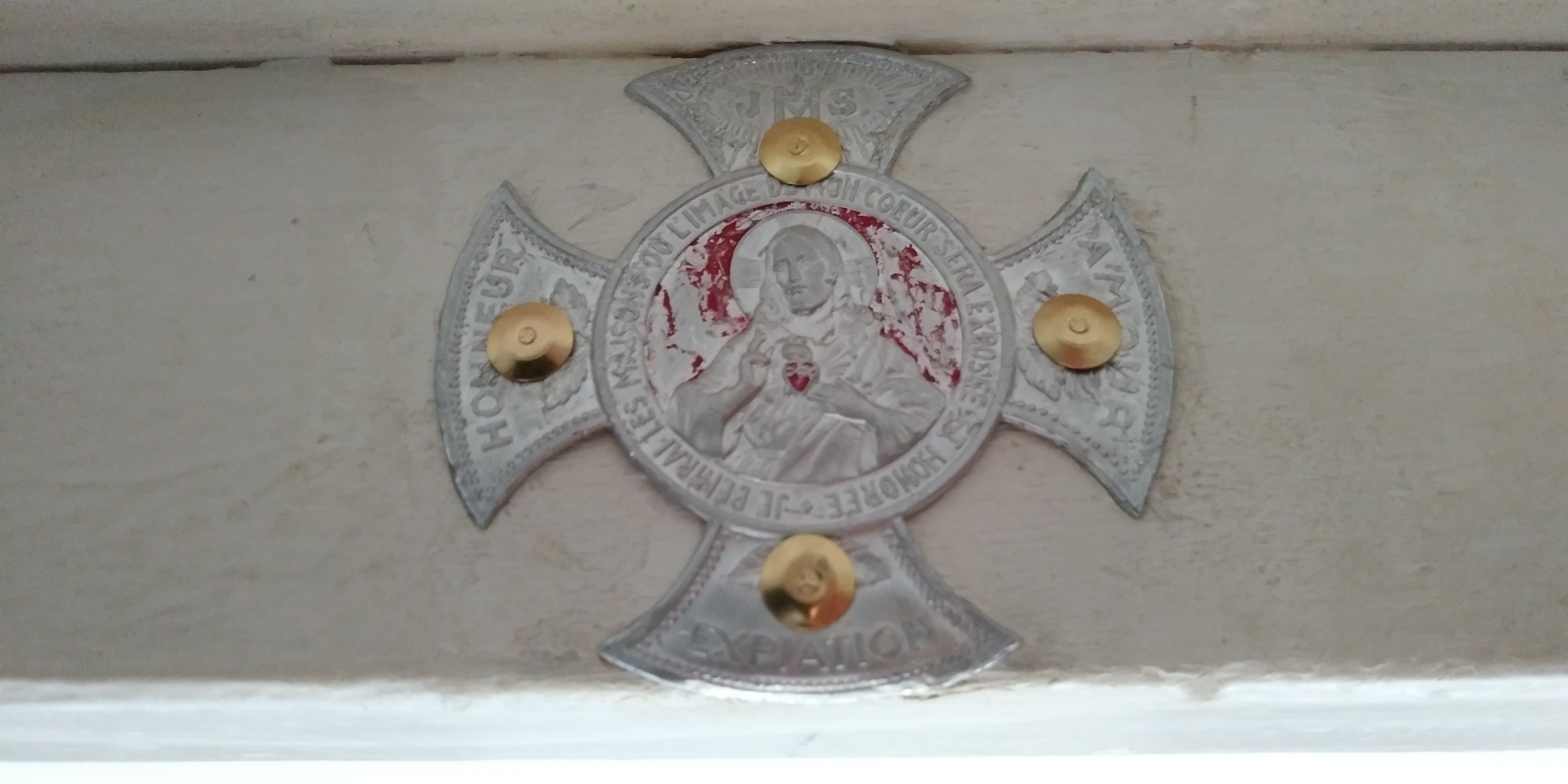
Vigie (II) - Médaille du Sacré-Cœur, détail. Vue vers la proue
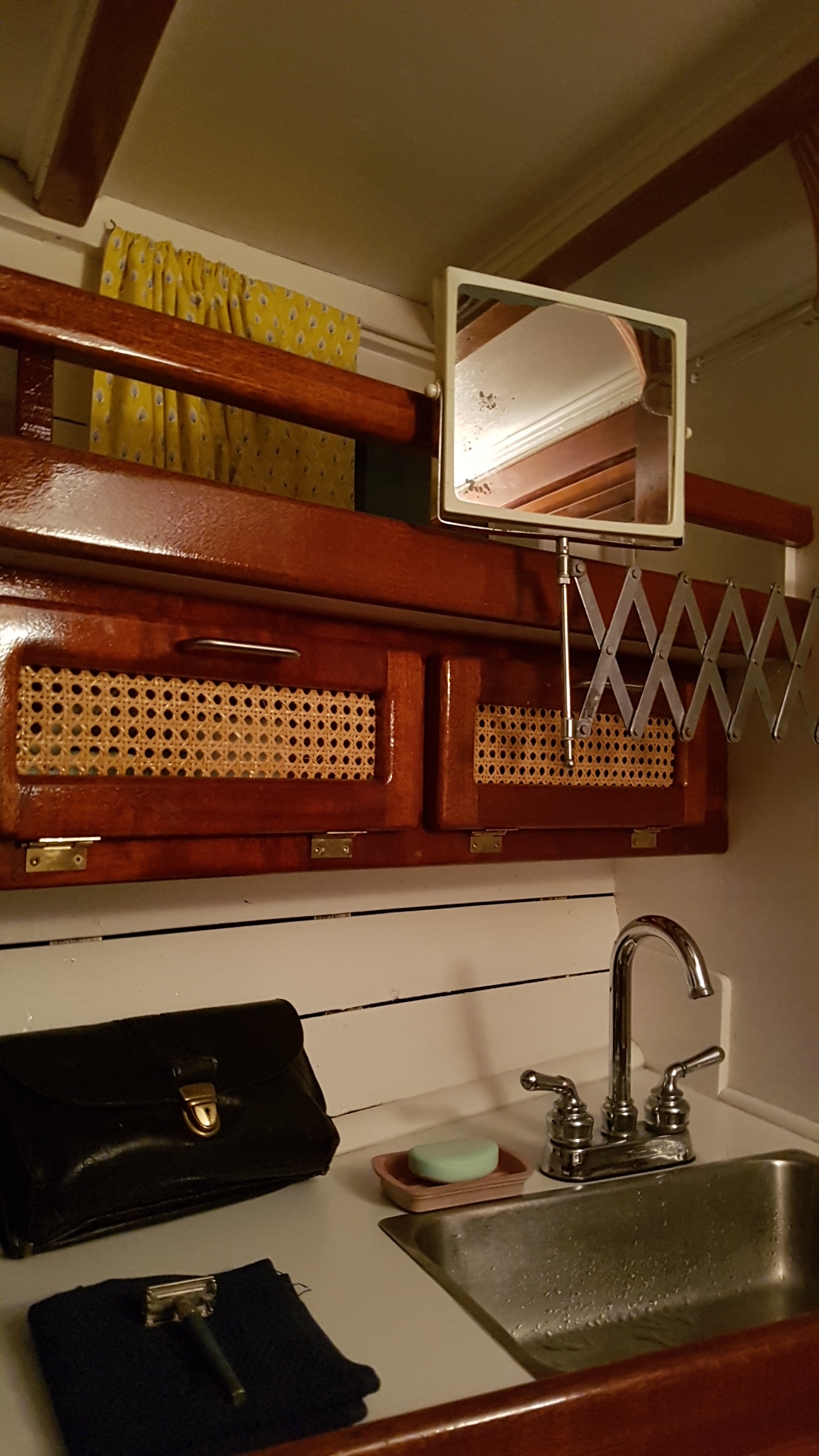
Vigie (II) - Vue salle de bain, tribord
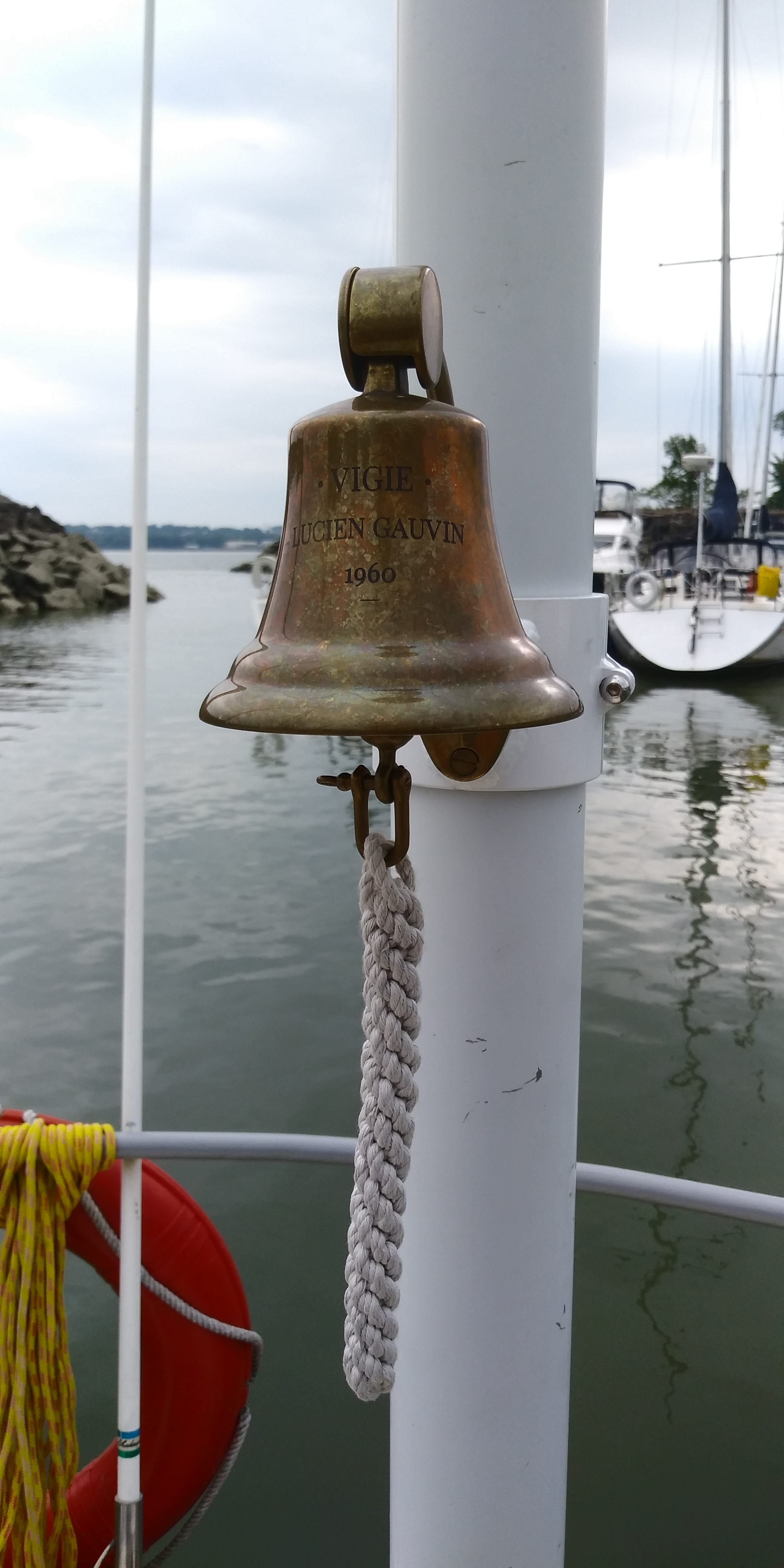
Vigie (II) - Cloche gravée comportant le nom du voilier, le constructeur et la date de construction. Vue vers la poupe
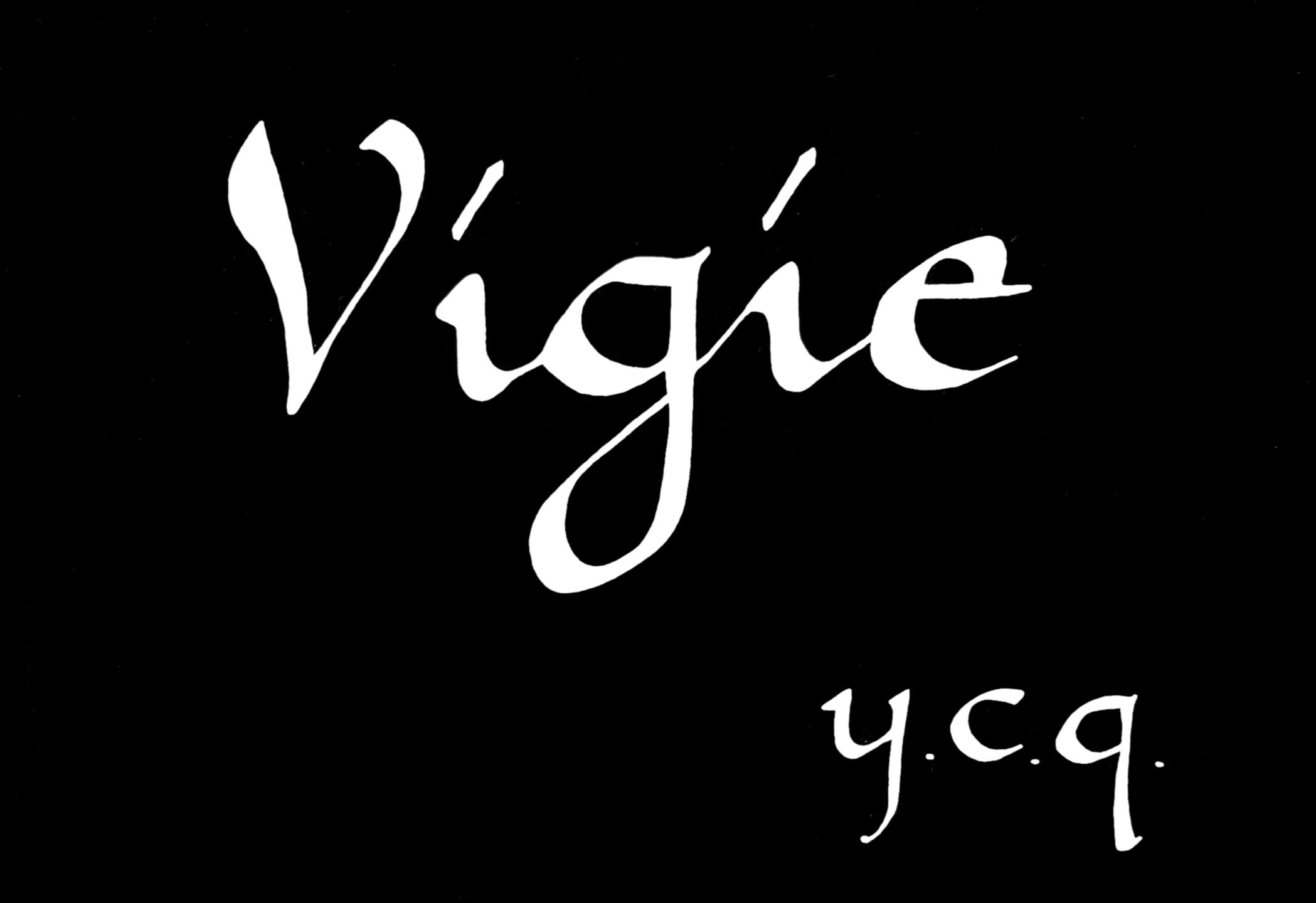
Vigie (II) - Nom sur tableau arrière